# Domingo Hospital
Domingo Hospital (Barcelona, 20 maart 1958) is een golfprofessional met de Spaanse en Zwitserse nationaliteit.

## Loopbaan
Hospital brak zijn studie economie af om zich op golf te concentreren. In 1982 werd hij playing professional en was verbonden aan de Royal Golf Club El Prat. Vanaf 1983 speelde hij op de Europese PGA Tour, waar hij de eerste vijf seizoenen in de top 90 stond. Als piloot verdiende hij zijn geld in die eerste jaren. 
In 1987 verhuisde hij naar Zwitserland en werd pro op Golf Club Davos, waar hij tot 1995 bleef. In 1993 had hij voor het eerst een tourkaart en was de oudste Rookie ooit (34 jaar). Hij eindigde zijn eerste seizoen met een gedeelde tweede plaats in Madrid, achter Des Smyth.
Sinds 2008 speelt Hospital weer regelmatig. Hij begint op de Seniors Tour met vijf top 10-plaatsen: 3de Azores Senior Open, 2de Parkridge Polish Seniors Championship, 7de Bad Ragaz PGA Seniors Open, 5de Casa Serena Open (Praag) en 10de Scottish Senior Open. Het brengt hem naar de 10de plaats van de Order of Merit.
In 2009 bereikt hij vier top 10-plaatsen en in 2010 komt zijn eerste overwinning. Hij eindigt op -5 en wint de play-off van Horacio Carbonetti. Hij is ook coach van de Spaanse Golffederatie.

## Gewonnen

### Europese Tour
Op de Europese Tour lukte het niet om een overwinning te behalen. Wel bereikte hij enkele top-10 plaatsen. 
- 1993: 2de Madrid Open
- 1994: 9de Honda Open in Hamburg
- 1995: 6de Cannes Open
- 1996, 3de Catalan Open, 3de Czech Open, 7de Turespaña Open
- 1999: 8ste Sarazen Open in Barcelona

### Seniors Tour
- 2010: Siciliaans Senior Open